# Planplattenmikrometer

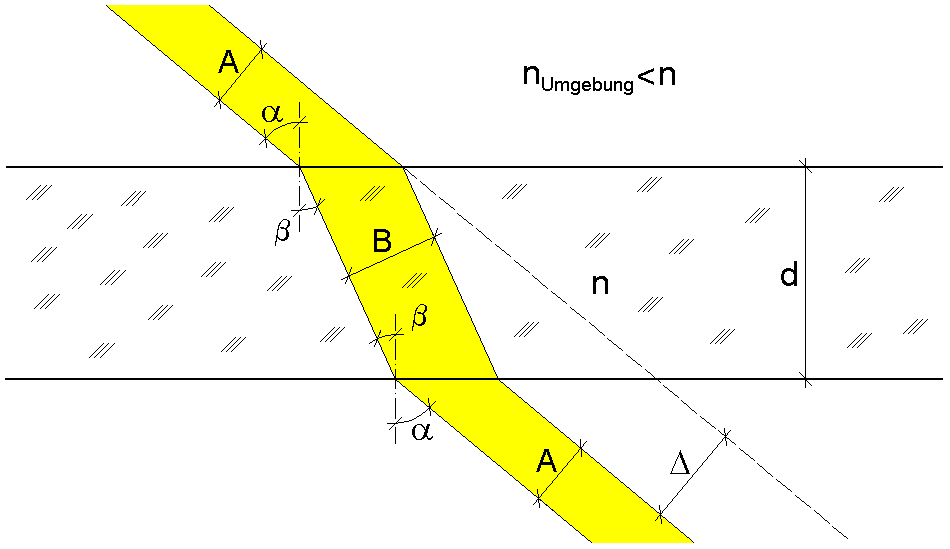
Parallelverschiebung des Strahlengangs an einer optischen Planplatte

Das Planplattenmikrometer ist ein optisch-feinmechanisches Bauteil von Theodoliten und anderen optischen Messinstrumenten. Es ermöglicht die genaue Ablesung von Teilkreisen und Skalen durch Drehung einer präzis geschliffenen Planplatte aus Glas.
Die Parallelverschiebung des Strahlengangs wird mit Hilfe einer Mikrometerschraube erzeugt, die entsprechend unterteilt ist – bei Maßstabsskalen z. B. auf 0,01 mm oder feiner, für die Winkelmessung auf 1..10".
Im Sekundentheodolit fand das Mikrometer um etwa 1930 Eingang (siehe Wild T2), indem die Feinablesung von Horizontal- und Vertikalkreis durch die Koinzidenz gegenüberliegender Teilkreisstellen getätigt wurde.
Siehe auch: Registriermikrometer, Stereokomparator.